# Grb Občine Mirna Peč
Grb Občine Mirna Peč je upodobljen na ščitu, ki je levo diagonalno razdeljen na tri polja; zeleno, zlato in modro. Osrednji motiv so tri rdeče čebele z zlatimi krili. Na zgornjem delu grba sta dve, spodaj pa ena. Najnižja točka spodnje čebele mora biti enako oddaljena od najnižjih točk zgornjih čebel, zadka zgornjih čebel in tipalke spodnje čebele pa morajo biti tik pred namišljeno premico, ki vzdolžno razpolavlja grb. Čebela je z grbom v razmerju 1: 2,3. Tri čebele predstavljajo pridne mirnopeške ljudi v treh dolinah, ki tvorijo občino.
Zlati trak, ki ga nosi ščit na svojih zunanjih robovih, lahko služi le kot grbovni okras.
Grb je na 13. seji dne 15. maja 2000 sprejel Občinski svet občine Mirna Peč.